# Sorbus eminens
Sorbus eminens är en rosväxtart som beskrevs av Edmund Frederic Warburg. Sorbus eminens ingår i släktet oxlar och familjen rosväxter. Inga underarter finns listade i Catalogue of Life.
Denna växt förekommer med flera från varandra skilda populationer kring Bristolkanalen i sydvästra England och södra Wales. Arten växer i låglandet och i kulliga områden upp till 145 meter över havet. Sorbus eminens är utformad som en buske eller som en 10 till 15 meter högt träd. Arten har inte under alla år frukter. Fröspridningen sker antagligen med hjälp av små fåglar och små däggdjur.
Några exemplar skadas av betande getter. Enstaka träd kommer röjas i samband med ett järnvägsbygge. IUCN kategoriserar arten globalt som sårbar.